# 1515 Perrotin
1515 Perrotin (mednarodno ime je tudi 1515 Perrotin) je asteroid v asteroidnem pasu. 

## Odkritje
Asteroid je odkril francoski astronom André Patry ( 1902 – 1960) 15. novembra 1936 v Nici.. 
Poimenovan je po francoskem astronomu Perrotinu (1845 – 1904).

## Lastnosti
Asteroid Perrotin obkroži Sonce v 4,12 letih. Njegova tirnica ima izsrednost 0,235, nagnjena pa je za 10,664° proti ekliptiki .